# نسل ژن
نسل ژن (به انگلیسی: The Gene Generation) فیلمی محصول سال ۲۰۰۷ و به کارگردانی پیری رجینالد تئو است. در این فیلم بازیگرانی همچون بایی لینگ، پری شن، الک نیومن، مایکل شیمس ویلس، فی داناوی، رابرت دیوید هال و ربکا پاریسی ایفای نقش کرده‌اند.